# 藍天進行曲
藍天進行曲是中華民國空軍的軍歌，也是著名中華民國軍歌之一，由賴孫德芳作詞、作曲。

## 歌曲軼事
1969年當時擔任空軍總司令的賴名湯上將出訪美國，由美國空軍參謀長雷恩上將以盛大軍禮迎接，並由美國空軍樂隊於典禮中演奏《藍天》進行曲，之後美國空軍樂隊更將此曲錄音，以《環球進行曲》專輯出版發行。
1974年賴孫德芳隨已升任參謀總長的賴名湯及美軍協防司令部將領巡視高雄左營軍港，接受美軍交與中華民國的第一艘潛艇，只見當日港口除潛艇之外還停泊三艘美軍驅逐艦。美軍將領表示由於喜愛賴孫德芳的《藍天》進行曲，故決定將三艘軍艦送給中華民國海軍。除由賴孫老師代為接受外，美方並特別表明因為「喜愛她的音樂」這是送給她的禮物。

## 外部連結
- 藍天進行曲 （页面存档备份，存于）